# آلفردو آگلیتی
آلفردو آگلیتی (انگلیسی: Alfredo Aglietti؛ زادهٔ ۱۶ سپتامبر ۱۹۷۰) بازیکن فوتبال اهل ایتالیا است.
از باشگاه‌هایی که در آن بازی کرده‌است می‌توان به باشگاه فوتبال رجینا، باشگاه فوتبال هلاس ورونا، باشگاه فوتبال کیه‌وو ورونا، باشگاه فوتبال پیستویزه، باشگاه فوتبال ناپولی، و باشگاه فوتبال اتلتیکو آرتزو اشاره کرد.